# Línia evolutiva de Krabby
Aquesta línia evolutiva de Pokémon inclou Krabby i Kingler.

## Krabby
Krabby és una de les espècies que apareixen a la franquícia Pokémon, una sèrie de videojocs, anime, mangues, llibres, cartes col·leccionables i altres mitjans que va ser inventada per Satoshi Tajiri i ha generat milers de milions de dòlars en beneficis per a Nintendo i Game Freak. És de tipus aigua i evoluciona en Kingler. En el joc Pokémon Go es necessiten 50 caramels de Krabby per evolucionar-lo a Kingler.

## Kingler
Kingler és una de les espècies que apareixen a la franquícia Pokémon, una sèrie de videojocs, anime, mangues, llibres, cartes col·leccionables i altres mitjans que va ser inventada per Satoshi Tajiri i ha generat milers de milions de dòlars en beneficis per a Nintendo i Game Freak. És de tipus aigua i evoluciona de Krabby.